# Aleksandr Khatskévitx
Aleksandr Khatskévitx   (Minsk, 19 d'octubre de 1973) és un exfutbolista belarús de la dècada de 1990.
Fou 38 cops internacional amb la selecció de Belarús. Pel que fa a clubs, defensà els colors de Dinamo Minsk i Dynamo Kyiv. Un cop retirat fou entrenador a FC Dinamo Minsk i a la selecció de Belarús.

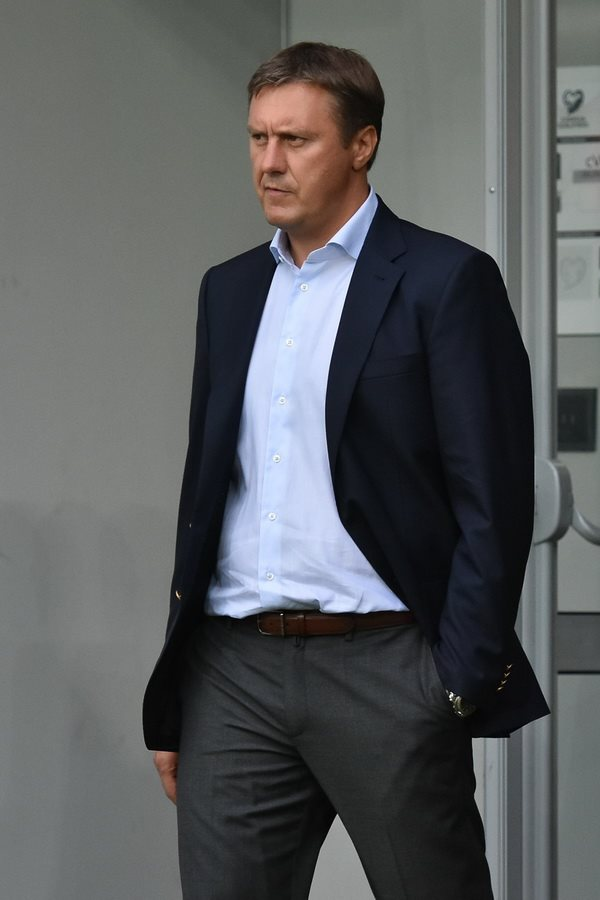
Alyaksandr Khatskevich com a entrenador